# رالف دبليو. توماس
رالف دبليو. توماس (بالإنجليزية: Ralph W. Thomas)‏ هو سياسي أمريكي، ولد في 11 يونيو 1862، وتوفي في 25 مارس 1920. حزبياً، نشط في الحزب الجمهوري. وقد انتخب عضو مجلس ولاية نيويورك.